# Ferrocarril Internacional para Refugiados Queer
El Ferrocarril Internacional para Refugiados Queer, anteriormente conocido como el Ferrocarril Iraní para Refugiados Queer (IRQR), es un grupo de defensa de los derechos LGBT en Irán. Fundado y dirigido por Arsham Parsi, busca ayudar a personas LGBT iraníes que buscan refugio seguro tanto dentro como fuera de Irán.
Tiene su sede en Toronto, Ontario, Canadá, desde donde brinda asistencia con solicitudes de asilo, vivienda y asistencia financiera a quienes la necesitan. Presenta peticiones a los gobiernos en nombre de las personas LGBTQ iraníes que enfrentan la deportación a Irán, donde la homosexualidad es un delito penal castigado con la muerte.
El nombre de la organización está inspirado en el Ferrocarril Subterráneo que ayudó a los afroamericanos a escapar de la esclavitud en el siglo XIX.

## Historia
En agosto de 2008, Arsham Parsi, Director Ejecutivo del IRQR, se reunió con la oficina del Alto Comisionado de las Naciones Unidas para los Refugiados (ACNUR) y la Embajada de Canadá en Ankara, Turquía, en relación con los solicitantes de asilo queer iraníes. 
Muchos de estos refugiados, en su huida de Irán, pasan temporalmente por Turquía, y Parsi quería ofrecerles un futuro mejor en Canadá. En palabras del IRQR:

Cuando las personas queer iraníes huyen de la persecución en Irán, suelen ir a Turquía. El Alto Comisionado de las Naciones Unidas para los Refugiados entrevista a estos refugiados y decide si su solicitud de asilo es válida. Si se les concede el estatuto de asilo, el ACNUR encuentra un nuevo país para cada persona en función de su perfil. El IRQR ayuda a estos refugiados a lo largo del proceso y, siempre que es posible, proporciona fondos para casas seguras a partir de donaciones, ya que Turquía también es una sociedad homófoba y transfóbica y las personas queer tampoco están físicamente seguras allí.
Sitio Web del IRQR

En 2015, Arsham Parsi volvió a Turquía para documentar la situación de los refugiados y prestar servicios sobre el terreno. Gracias a su trabajo y al del ACNUR, muchos refugiados LGBT obtuvieron una entrevista más rápidamente, recibiendo el estatuto de refugiado, que les permite comenzar su viaje hacia un nuevo hogar y ser libres de ser ellos mismos.
En agosto de 2016, la Agencia de Ingresos de Canadá le otorgó el estatus de organización benéfica. En noviembre de 2018, IRQR amplió sus servicios a las personas LGBT no iraníes y cambió oficialmente su nombre a Ferrocarril Internacional para Refugiados Queer.

## Impacto

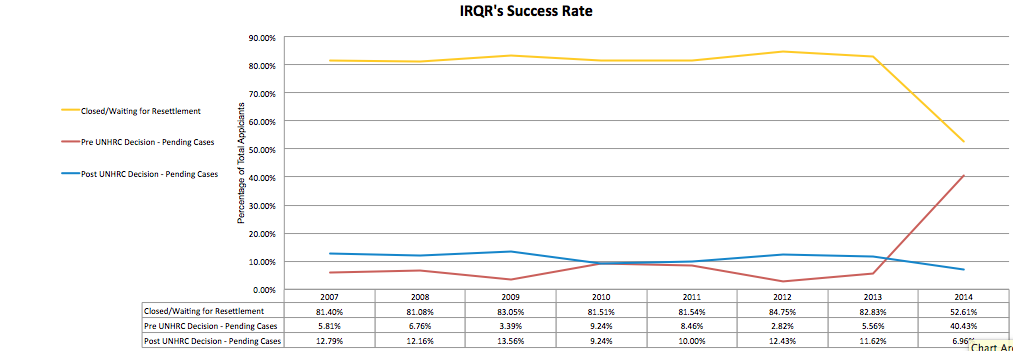
Índice de éxito del IRQR

El IRQR documenta e informa sobre casos de tortura, persecución, ejecuciones y otras violaciones de los derechos humanos relacionados con las personas LGTB en Irán. También tiene como objetivo educar a las personas que se oponen a la homosexualidad debido a la falta de educación sexual, acabando con "la actual falta de autorreconocimiento y autoconfianza entre las personas queer" y previniendo "tragedias frecuentes, como el suicidio".

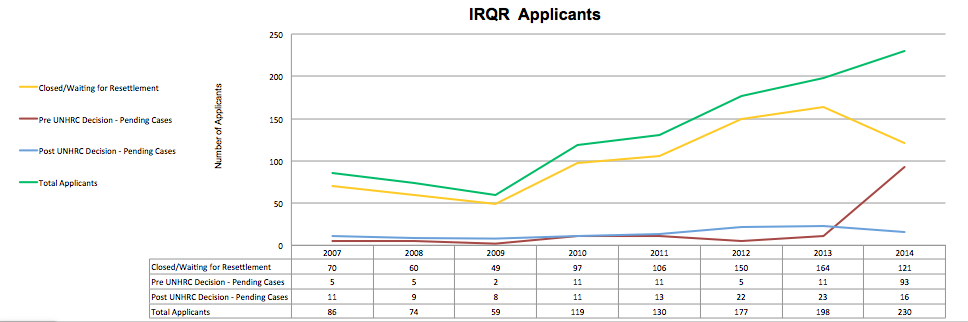
Cuento de solicitantes del IRQR

Desde diciembre de 2015, el IRQR ha trabajado directamente con más de 1.900 refugiados LGBT de Irán, Afganistán y Siria, ayudándoles en su proceso de solicitud ante el ACNUR y en la transición y asentamiento en Canadá, Estados Unidos y otros países. La mayoría proceden de Irán, desde donde huyen a Turquía; el IRQR ayuda a posponer o evitar completamente su deportación a sus países de origen.
Las solicitudes de asilo de personas LGBT en Canadá tienen una tasa de éxito del 70%, superior al 62% de todas las solicitudes, aunque también tienen dificultades propias de la intimidad de los comportamientos que las atañen.El IRQR indica una tasa de éxito superior entre sus representados, del 80%.